# Grotta Sant'Angelo (Lama dei Peligni)
La grotta di Sant'Angelo con l'annesso eremo di Sant'Angelo (o San Michele) è situata nel territorio comunale di Lama dei Peligni, in provincia di Chieti. La grotta con l'annesso eremo è situata a 1300 m s.l.m., oltre località Calvario. Della chiesetta interna restano ruderi di mura e una nicchia.

## Storia
La prima notizia indubbia è del 1447 con la numerazione dei fuochi della Valle del Sangro quando viene citata una certa "Margarita concubina priorpis Sancti Angeli de Monte". Alcune delle caratteristiche della grotta fecero in modo che, in epoca Longobarda nascesse l'idea di costruire un monastero di San Michele Arcangelo che fu fatto poi edificare da Roberto da Salle. Nel XIII secolo venne costruito l'eremo di Sant'Angelo.

### Tradizioni
Due tradizioni narrano della grotta:
1. Nel 1327[1] l'eremo fu abitato dal beato Roberto da Salle[1][2][3] prima fondare il sottostante cenobio[2][3], forse il Monastero di Santa Maria della Misericordia a Lama dei Peligni[1]
2. Nel 1656 il notaio Camillis di Lama, per sfuggire alla peste si riparò nella grotta. Nella permanenza nella grotta trovò uno stivale pieno di monete d'oro. Diede così il via a una caccia al tesoro che provocò la distruzione delle poche mura dell'eremo rimaste.[1][2][3]

## Descrizione
L'ingresso alla grotta è molto impervio e ripido. La piccola cella forse era provvista di una piccola finestra sul lato della valle. Un androne era forse la parte abitata dato che era più pianeggiante. Una scalinata d'accesso scavata nella roccia vi consentiva l'ingresso presso cui è stata realizzata, sempre scavando la roccia, un'acquasantiera. Anticamente l'androne era chiuso sul davanti mediante un grosso muro. Delle altre strutture rimangono una  piccola edicola lignea. Nel fondo ed ai lati dell'edicola vi erano dipinti Sant'Angelo, San Benedetto e Pietro da Morrone, dipinti ora scomparsi.  Una vasca è sita presso un muro in cui veniva convogliata una vena d'acqua  mentre in una piccola sorgente nasce del muschio.